# Nie genug (Album)
Nie genug ist das 13. Studioalbum des deutschen Schlager-Sängers Wolfgang Petry. Es erschien am 25. August 1997 über die Labels Na klar! und BMG Ariola. Mit über einer Million verkauften Exemplaren zählt es zu den meistverkauften Musikalben in Deutschland.

## Produktion
Nie genug wurde von dem deutschen Musikproduzenten Bernd Dietrich in Zusammenarbeit mit Wolfgang Petry als Co-Produzent produziert. Petry fungierte neben diversen Songwritern, darunter Holger Obenaus, Jürgen Dönges, Burkhard Brozat und Edith Jeske, ebenfalls als Autor einiger Lieder.

## Covergestaltung
Das Albumcover zeigt Wolfgang Petry, der eine Gitarre in der Hand hält. Er trägt T-Shirt und Jeans und lächelt den Betrachter an. Links im Bild befinden sich die Schriftzüge Wolfgang Petry in Rot und Nie genug in Weiß auf schwarzem Grund. Links unten steht die Anmerkung Über 70 Minuten 18 neue Wolfgang Petry Hits inkl. brandneuem Hitmix und der aktuellen Single "Augen zu und durch"!

## Titelliste
| #  | Titel                          | Länge |
| -- | ------------------------------ | ----- |
| 1  | Augen zu und durch             | 3:34  |
| 2  | Weiber                         | 3:43  |
| 3  | Hab’ noch lange nicht genug    | 3:35  |
| 4  | Weiß der Geier                 | 3:40  |
| 5  | Alles würd’ ich tun für Dich   | 3:33  |
| 6  | Bis irgendwann                 | 3:30  |
| 7  | Es kommt sowieso ganz anders   | 3:55  |
| 8  | Millionär                      | 3:15  |
| 9  | Das darf doch nicht wahr sein  | 3:33  |
| 10 | Der Sommer von damals          | 3:39  |
| 11 | Pass’ gut auf Dich auf         | 3:48  |
| 12 | Doch ich will Dich             | 4:05  |
| 13 | Wieder zurück                  | 3:42  |
| 14 | Dieses Lied ist für Euch       | 4:06  |
| 15 | Ich schaff’ das schon          | 4:34  |
| 16 | Du bist fort                   | 3:55  |
| 17 | Wie beim ersten Mal (Bonus)    | 4:36  |
| 18 | Der „Nie genug“ Hitmix (Bonus) | 9:12  |

## Kommerzieller Erfolg

### Chartplatzierungen und Singles
Nie genug stieg am 1. September 1997 auf Platz 18 in die deutschen Albumcharts ein und erreichte eine Woche später mit Rang zwei die höchste Platzierung, auf der es sich acht Wochen lang hielt. In den acht Wochen auf dem zweiten Rang musste sich Nie genug jeweils vier Wochen Sehnsucht von Rammstein und Bridges to Babylon von den Rolling Stones geschlagen geben. Insgesamt konnte sich das Album 64 Wochen in den Top 100 halten, davon 16 Wochen in den Top 10. Obwohl das Album nicht die Chartspitze erreichte, war es für einen Zeitraum von acht Wochen das erfolgreichste deutschsprachige Album in den Charts. Es ist nach Alles das zweite Top-10-Album für Petry in Deutschland. In Österreich belegte das Album Position 13 und hielt sich 16 Wochen in den Charts, während es in der Schweiz Platz 16 erreichte und sich zehn Wochen in den Charts halten konnte. In den deutschen Jahrescharts 1997 belegte Nie genug Rang 16 und 1998 Position 20.
| ChartsChartplatzierungen | Höchstplatzierung | Wochen |
| ------------------------ | ----------------- | ------ |
| Deutschland (GfK)        | 2 (64 Wo.)        | 64     |
| Österreich (Ö3)          | 13 (16 Wo.)       | 16     |
| Schweiz (IFPI)           | 16 (10 Wo.)       | 10     |

| ChartsJahrescharts (1997) | Platzierung |
| ------------------------- | ----------- |
| Deutschland (GfK)         | 16          |

| ChartsJahrescharts (1998) | Platzierung |
| ------------------------- | ----------- |
| Deutschland (GfK)         | 20          |

Als erste Single des Albums erschien am 26. Mai 1997 der Song Weiber, der Platz 38 der deutschen Charts erreichte. Die zweite Auskopplung Augen zu und durch wurde am 8. September 1997 veröffentlicht und belegte Rang 53 in Deutschland. Als dritte Single erschien am 12. Januar 1998 das Lied Weiß der Geier, das sich auf Position 73 der deutschen Charts platzieren konnte.

### Auszeichnungen für Musikverkäufe
Nie genug wurde im Jahr 1998 in Deutschland für mehr als eine Million verkaufte Einheiten mit einer doppelten Platin-Schallplatte ausgezeichnet, womit es zu den meistverkauften Musikalben des Landes gehört. In Österreich und der Schweiz erhielt es für jewels über 25.000 Verkäufe eine Goldene Schallplatte.
| Land/Region        | Auszeichnungen für Musikverkäufe (Land/Region, Auszeichnung, Verkäufe) | Verkäufe    |
| ------------------ | ---------------------------------------------------------------------- | ----------- |
| Deutschland (BVMI) | 2× Platin                                                              | 1.000.000   |
| Europa (IFPI)      | Platin                                                                 | (1.000.000) |
| Österreich (IFPI)  | Gold                                                                   | 25.000      |
| Schweiz (IFPI)     | Gold                                                                   | 25.000      |
| Insgesamt          | 2× Gold · 3× Platin ·                                                  | 1.050.000   |